# ماشاري (سياهو)
ماشاري (بالفارسية: ماشاری) هي قرية تقع في إيران في قسم سياهو الريفي. يقدر عدد سكانها بـ 169 نسمة بحسب إحصاء 2016.